# Шух, Михаил Аркадьевич
Михаил Аркадьевич Шух (укр.  Михаїл Аркадійович Шух; 14 декабря 1952, Красный Луч — 8 апреля 2018, Киев) — украинский композитор и музыкальный педагог. Заслуженный деятель искусств Украины (2001).

## Биография
В 1977 окончил Харьковский институт искусств им. И. П. Котляревского (обучался в классе композиции Д. Л. Клебанова, окончил обучение по классу В. М. Золотухина).
В 1977—2001 — преподаватель Донецкого музыкального училища.
С 1980 — член Союза композиторов СССР, Национального союза композиторов Украины.
С 1999 — член Всеукраинской Гильдии кинорежиссёров «24/1».
В 2002—2007 — директор и художественный руководитель Всеукраинского хорового фестиваля «Певческий Собор».
С 2003 — член Всемирной федерации хоровой музыки (IFCM).
С 2002 доцент, с 2017 — профессор кафедры теории и истории музыки Национального педагогического университета им. М. Драгоманова.
Скончался 8 апреля 2018 года в Киеве. Похоронен в колумбарии Байкового кладбища.

## Награды и звания
- Премия им. С. Прокофьева (1991).
- Дипломант фестиваля «Червона Рута» (1994).
- Дипломант межнародного конкурса IBLA Grand Prize (Італія, «Most distinguished and talented artist, composer») (2000).
- Заслуженный деятель искусств Украины (2001)[1].
- Почётный знак «Отличник образования Украины» (2001).
- Директор и художественный руководитель Всеукраинского хорового фестиваля «Певческий Собор» (2002).
- Профессор кафедры теории и истории музыки (2017).
- Член Международной федерации хоровой музыки (IFCM, 2003).
- Государственная премия Украины им. Н. Лисенко (2003).
- Муниципальная Премия «Киев» им. Артемия Веделя (2013).

## Семья
- Брат: Шух, Анатолий Аркадьевич — композитор.
- Жена: Чаморова, Наталья Васильевна — музыковед, педагог.
- Дочь: Шух Марина Михайловна — административный директор компании Arthouse traffic.

## Произведения
- Симфония (1984).
- Камерная симфония (1986).
- Requiem «Lux aeterna» на канонические латинские тексты и стихи русских поэтов-символистов Н. Минского, В. Соловьева и К. Бальмонта (1988).
- Месса «In excelsis et in terra» (1992).
- Месса «И сказал я в сердце моем» на канонические латинские тексты (1995).
- Литургические славословия Иоанна Златоуста на канонические тексты (2005).
- «Memento mori, memento vivere». Хоровая симфония-реквием по мотивам поэзии Г. Фальковича. Памяти жертв Бабьего Яра (2016).
- Духовный концерт «Возроди меня, утверди». Стихи Н. Шнорали. (1993).
- Духовный концерт «Откровения блаженного Иеронима» для хора и солирующего рояля (2008).
- Духовный концерт «Искушение Светлого Ангела». Песнопения и молитвы по мотивам поэзии Нерсеса Шнорали для хора a cappella (2008).
- «Паломничество в страну ангелов». Музыкально-визуальный перфоманс для солистов, детского хора и инструментального ансамбля (2016).
- Кантата «Из повести временных лет» (1980).
- Кантата «Рождественское сольфеджио».
- Органная месса «Via dolorosa» (1989).
- Медитативное действо «Песни весны» на стихи древнекитайских поэтов (1986).
- «Музыка, затерявшаяся во времени» для струнного оркестра (2000—2010).
- «Памяти Д. Д. Шостаковича». Концерт для трех скрипок (1975).
- Две молитвы-медитации для ф-но. (1995).
- «И была ночь, и было утро, и были тихие небесные флейты»: Медитация для органа.(1999).
- Фортепианный альбом «Первые шаги». Сборник «Маленький музыкант» (2001). ISBN 5-17-018316-X ООО «Издательство АСТ»
- Сюита «Старые галантные танцы» (1981).
- «Джазовые импрессии» для ф-но (2008).
- «Легенды старого замка» для ф-но (2011).
- Рондо-концерт «Пасторальная фантазия» (2011).
- «Ave Maria» для голоса и ф-но (1990)
- Три молитвы (2000)
- «Диптих» для женского хора (2003).
- «Зазвонил звоночек медный»: Пять маленьких пасторалей на тексты детских болгарских песенок в пересказе В.Викторова (1980).
- «Песни за околицей» Стихи А. Прокофьева (1982).
- «Из лирики А. Блока» (1983).
- «Бирюльки» на стихи А. Барто. Для детского хора и фортепиано (1988).
- «Псалмы Давида» (2000).
- «Семь мимолетных эскизов» для ф-но (2013).
- «Ночное море». Сюита для арфы (2012).
- «Одесские эскизы» для ф-но (2015).
- «Пьеро и Мальвина». Маленький концерт для фортепиано с оркестром (2016).
- «О как прекрасно струение вод». Четыре пьесы для фортепиано (2016).
- «Moz-Art» для скрипки и арфы (2015)
- «Осенние стихи». Вокальный цикл для голоса, скрипки и ф-но на стихи С.Есенина, А.Блока, А.Фета и Ф.Тютчева (2012).
- «Две сценические баллады о Боге» на стихи И. Губаренко (2015).
- Три хора на стихи Ф. Тютчева (2016).
- «Песня Офелии». Романтическая баллада по мотивам стихотворения А. Блока (2016).
- «Мне снится усталое море». Романс на стихи И. Руховича (2016).
- «Белеет парус одинокий». Романс на стихи М. Ю. Лермонтова (2016).
- «Я вас любил». Романс на стихи А. С. Пушкина (2017).
- «Голгофа». Вокальный триптих на стихи В. Войцеховского (2017).
- «Старому органу». Вокальная фантазия для голоса и органа на стихи Д. Голубицкого (2017).
- «Из древнекитайской поэзии». Два романса для тенора и двух арф на стихи Цюй Юаня (2017).